# Habitatge a la plaça de la Vila, 12 (Torroella de Montgrí)
L'Habitatge a la Plaça de la Vila, 12 és una obra amb elements renixentistes de Torroella de Montgrí (Baix Empordà) inclosa a l'Inventari del Patrimoni Arquitectònic de Catalunya.

## Descripció
Edifici situat a la banda nord de la plaça Major. És format per planta baixa, dos pisos i golfes. A la planta baixa hi ha dos dels arcs que formen el porxo que envolta la plaça; són de pedra, de mig punt. Al primer pis hi ha dos balcons amb obertures rectangulars, el de l'esquerra de tipus clàssic, amb pilastres i entaulament amb frontó triangular. La resta de les obertures són rectangulars, excepció feta de les que corresponen al pis de les golfes, que són de mig punt (dues d'elles modificades). Al nivell del segon pis hi ha, centrat, un rellotge de sol esgrafiat.

## Història
La casa ha experimentat diverses modificacions al llarg dels anys. A la façana hi són visibles dues dates: el 1579 a una finestra del primer pis, i el 1725 al rellotge de sol.